# Theodore Thurston Geer

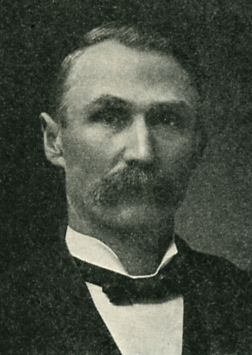
Theodore Thurston Geer

Theodore Thurston Geer (* 12. März 1851 bei Salem, Oregon; † 21. Februar 1924 in Portland, Oregon) war ein US-amerikanischer Politiker und von 1899 bis 1903 der zehnte Gouverneur des Bundesstaates Oregon.

## Frühe Jahre und politischer Aufstieg
Theodore Geer besuchte die öffentlichen Schulen in Silverton und Salem. Anschließend studierte er am Oregon Institute. Er kämpfte während des Bürgerkrieges in den Reihen der „Marion Rifles“. Nach dem Krieg zog er auf die Farm seines Vaters und dann auf eine andere Farm in der Nähe von Salem. Schon als Teenager begann er politische Artikel zu verfassen.
Geer war Mitglied der Republikanischen Partei. In den Jahren 1880, 1888, 1890 und 1892 wurde er in das Repräsentantenhaus von Oregon gewählt; 1891 war er Speaker des Hauses. Bei den Präsidentschaftswahlen des Jahres 1896 unterstützte er William McKinley. Er war auch einer von dessen Wahlmännern. Im Jahr 1898 wurde Geer mit 53,2 Prozent der Stimmen gegen den Demokraten W. R. King zum neuen Gouverneur gewählt.

## Gouverneur von Oregon
Theodore Geer trat sein Amt am 9. Januar 1899 an. Er war der erste Gouverneur dieses Staates, der auch in Oregon geboren worden war. In seiner Amtszeit wurde die Staatsverfassung durch einen Zusatz ergänzt, der Bürgerinitiativen und Volksbefragungen erlaubte. Während des Krieges von 1898 waren Soldaten aus Oregon bei den ersten amerikanischen Truppen auf den Philippinen. Der Gouverneur reiste persönlich nach San Francisco, um die heimkehrenden Landsleute zu begrüßen. Im Jahr 1902 wurde er von seiner Partei nicht für eine zweite Amtszeit nominiert. Daher musste er am 14. Januar 1903 aus seinem Amt ausscheiden.

## Weiterer Lebenslauf
Nach dem Ende seiner Gouverneurszeit wurde er in den US-Senat gewählt. Er konnte dieses Mandat aber nicht antreten, weil die Oregon Legislative Assembly die Wahl durch das Volk nicht anerkannte und an seiner Stelle Charles William Fulton nach Washington, D.C. entsandte. Danach wurde Geer journalistisch tätig. Er wurde Herausgeber der Zeitung „Daily Statesman“ und erwarb die „Pendleton Tribune“, die er zwischen 1905 und 1908 herausgab. Danach zog er nach Portland, wo er in das Immobiliengeschäft einstieg. Theodore Geer war auch der Verfasser des Buchs „Fifty Years in Oregon“, das im Jahr 1911 erschien. Er starb im Februar 1924. Theodore Geer war zweimal verheiratet und hatte insgesamt drei Kinder.